# KS Весов
KS Весов (лат. KS Librae) — одиночная переменная звезда в созвездии Весов на расстоянии (вычисленном из значения параллакса) приблизительно 4179 световых лет (около 1281 парсека) от Солнца. Видимая звёздная величина звезды — от более +13,9m до +11,8m.

## Характеристики
KS Весов — красная пульсирующая переменная звезда, мирида (M) спектрального класса Me или M8-9III.